# UDIK
UDIK eller Förening för samhällsforskning och kommunikation (bosniska: Udruženje za društvena istraživanja i komunikacije) är en bosnisk icke-statlig organisation för mänskliga rättigheter och internationell humanitär rätt, som grundades 2013 i samband med den väpnade  konflikten i fd Jugoslavien. UDIK har kontor i Sarajevo och Brčko.
Grundare och samordnare för UDIK är Edvin Kanka Ćudić.

## Aktiviteter inom skydd för mänskliga rättigheter
UDIK grundades 2013 av Edvin Kanka Ćudić och målet var att samla fakta, dokument och information om folkmord, krigsförbrytelser och brott mot de mänskliga rättigheterna i Bosnien och Hercegovina och före detta Jugoslavien. UDIK arbetar utöver de nationella gränserna för att hjälpa samhällen efter konflikterna i regionen att upprätthålla rättsprincipen och lösa tidigare brott mot de mänskliga rättigheterna. UDIK håller också i ett program som riktar sig mot offer med tre huvudkomponenter:
- Dokumentation
- Rättvisa och institutionella reformer
- Minneskultur

UDIK består av oberoende medlemmar, högutbildade och experter från olika akademiska bakgrunder.